# Onophas
Onophas là một chi bướm ngày thuộc họ Bướm nâu.